# سفارة كوريا الشمالية في روسيا
سفارة كوريا الشمالية في روسيا هي أرفع تمثيل دبلوماسي لدولة كوريا الشمالية لدى روسيا. تقع السفارة في موسكو وهي تهدف لتعزيز المصالح الكورية شمالية في روسيا.

## وصلات خارجية
- قائمة سفارات كوريا الشمالية
- قائمة السفارات في روسيا